# Рачунарски хардвер
Рачунарски хардвер је скуп физичких елемената који чине један рачунарски систем. Рачунарски хардвер се односи на делове рачунара као што су монитор, миш, тастатура, хард-диск, кућиште (системска јединица) - матична плоча, процесор, графичка картица, звучна картица, меморија, чипови итд. Тј све што се физички може опипати. Супротно томе је софтвер који се састоји из функција које се складиште на хардверским компонентама. Софтвер је скуп инструкција које су читљиве за машину и које управљају процесором и операцијама које он обавља. Комбинација хардвера и софтвера је оно што чини рачунар употребљивим за корисника. Рачунари су преузели место људима код оних послова које потребно обавити великом брзином, који се стално понављају, и који захтевају велику прецизност, али код послова где је потребна креативност и код послова који су различити највише раде људи. Рачунарска архитектура која се користи у кућним рачунарима се назива Вон-Неуманн архитектура. Такође, постоје и друге архитектуре, али се много ређе користе. Могућности рачунара у највећој мери зависе од хардвера и његових  квалитета.

## Историја
Први уређаји који су се бавили прорачунима били су једноставни уређаји попут абакуса. Потом су дошли сложенији уређаји који су могли да обављају само једну рачунску операцију попут уређаја астролаба. Аналогни рачунари су коришћени за теже прорачуне, попут оних за израду балистичких таблица. Током 1670-их Лајбниц је учинио корак даље у пројектовању механичких калкулатора “Недопустиво је да паметан човек изгуби сате обављајући рачунање које се може поверити било коме ако се користи машина”. 1671 године Лајбниц је представио уређај који је поред сабирања и одузимања, могао да обавља и множење, дељење и израчунавање квадратног корена.

## Фон Нојманова архитектура
Шаблон за све данашње рачунаре је Фон Нојманова архитектура, осмишљена 1945. од стране овог Мађарског математичара. Ова архитектура описује електронски дигитални рачунар са процесорском јединицом која се састоји од аритметичко-логичке јединице и процесорских регистара, контролне јединице која садржи упутства за регистар и програмски бројач, меморије за складиштење података и инструкција, спољну меморију и улазно-излазни механизам.

## Различити системи
Постоји више различитих типова рачунарских система у данашњем времену.

### Персонални(лични) рачунари
Персонални рачунар један је од најчешћих типова рачунара због своје разноврсности и релативно ниске цене. Лаптоп рачунари су генерално слични овим рачунарима, иако користе компоненте мањих величина.

#### Рачунарско кућиште
Рачунарско кућиште се може посматрати као пластична или метална кутија у коју су смештене компоненте рачунара. Кућишта су обично довољно мала да могу стати испод радног стола. Лаптоп рачунари су у преклоп форми, могу се лакше спаковати и пренети и имају интегрисан монитор. У кућиште се стављају све основне компоненте рачунарског хардвера као што су: Централна процесорска јединица, матична плоча, хард диск, графичка картица, напајање, оптички диск итд. Кућишта се могу поделити на:
Десктоп (водоравна, хоризонтална, лежећа)- ова кућишта стоје водоравно. Раније су кућишта била оваква, али су временом скроз потиснута.
Товер (вертикална, усправна)- ова кућишта стоје вертикално, као торањ (енг. Тоwер). Оваква кућишта су се стављала на сто, поред монитора, али данас се све чешће стављају испод стола. Ова кућишта се даље могу поделити на микротовер,минитовер, мидитовер и Бигтовер кућишта у зависности од величине. Тако на пример за серверске рачунаре се препоручују велика кућишта, док се за кућне и канцеларијске потребе углавном користе средња и мала кућишта.Треба напоменути да максималну величину матичне плоче која се може уградити у кућиште зависи од саме величине матичне плоче.
Мултимедијална кућишта- реч је о специјалном кућишту, будући да служи за разне мултимедијалне потребе, попут пуштања филмова. Ова кућишта су обично у облику коцке и имају са предње стране разне дугмиће.

#### Јединица напајања
Јединица напајања конвертује неизменичну струју у нисконапонску струју та унутрашње компоненте рачунара. Лаптоп рачунари су способни да раде са уграђеним батеријама, углавном на период од неколико сати.Степен за напајање (Power Supply Unit) или извор напајања, је основна компонента рачунара без које ни један интерни део рачунара не би могао да ради. Основна улога степена за напајање је да конвертује долазни наизменични (АЦ) напон од 220 или 110 В у једносмерне (ДЦ) напоне од +3.3 В, +5 В, +12 В, -5 В и - 12 В, и да их дистрибуира до компонената рачунара. Долазни наизменични напон се доводи преко кабла за напајање на стандардизовани ИЕЦ-20 конектор. Након укључења рачунара, једна од функција ПОСТ процедуре је да омогући степену за напајање да покрене тест свих излазних једносмерних напона. Излазни напони морају да буду стабилисани и да постигну жељену вредност, пре него што се покрене тестирање било које компоненте рачунара. Након што се постигне стабилна вредност свих излазних напона сигнал PWR_OK (Power Good) се поставља на вредност од +5 В, након чега се ресетује централна процесорска јединица и почиње да извршава инструкције из БИОС меморије. Квалитетнији извори за напајање не постављају PWR_OK сигнал све док постоји и најмања могућност да неки од једносмерних напона промене своју вредност.

#### Матична плоча
Матична плоча је главна компонента унутар кућишта. То је велика правоугаона плоча са интегрисаним колом који повезује друге делове рачунара, укључујући процесор, радну меморију, оптичке дискове, као и све друге периферне уређаје повезане преко слотова. Највећа штампана плоча, која се налази унутар кућишта рачунара се назива основна или матична плоча. Матична плоча, такође, може да буде различитих облика и величина. Приликом конфигурисања рачунара, неопходно је да се усклади тип матичне плоче и кућишта рачунара. Матична плоча је интегративни елемент рачунара и на њој се налазе или се преко ње повезују све функционалне целине рачунара. Матична плоча је централни део сваког рачунара. Реализује се као вишеслојна штампана плоча (ПЦБ) и на њој се налазе кључне компоненте рачунарског система као што су процесор, меморијски модули, управљачка кола, контролери и конектори за проширења. Све интерне и екстерне рачунарске компоненте се међусобно, директно или индиректно, повезују преко матичне плоче, електронским везама које су изведене бакарним водовима и површинама. Елементи који на матичној плочи омогућавају прикључивање других елемената рачунара се називају конекторима или подножјима (слот). Поред многобројних интегрисаних елемената - чипова, на плочи се налазе отпорници, диоде, транзистори, завојнице и други елементи који су потребни да би се генерисали и преносили сигнали потребни за рад рачунара. Матичне плоче се производе у различитим стандардизованим облицима и величинама. Стандардом су обухваћене укупне димензије плоче, распоред компоненти, типови конектора и подножја, потребни напони и конектори за напајање, позиције отвора за монтирање и сл. Стандард треба да обезбеди компатибилност различитих произвођача. Оригинални Интелов стандард под именом АТ (Напредна технологија) је 1995. године замењен новим, АТХ стандардом који уз мање измене и данас одређује величину и дизајн савремених матичних плоча. Очигледно је да овај стандард нема вртоглаву динамику која је својствена персоналном рачунару у целини.
Компоненте директно повезане на матичну плочу су :
- Процесор - обавља већину прорачуна који омогућавају да рачунар функционише, понекад се назива мозак рачунара, обично има вентилатор који га хлади. Централна процесорска јединица, (CPU), микропроцесор или једноставно процесор, различита су имена за компоненту рачунара која је најодговорнија за све што рачунар обавља. Иако у рачунару може да буде више процесора, на пример, на графичкој картици или на сложенијој звучној картици, под именом процесор, уколико се другачије не нагласи, подразумева се централна процесорска јединица Процесор је сложена компонента која се састоји од више стотина милиона транзистора који су интегрисани у један чип. Мада функције процесора могу да изгледају импресивно, чињеница је да он може да обавља тек неколико операција: сабирање, одузимање, множење, дељење и прихват односно слање података. Истина, тачност и брзина су његове доминантне особине. Процесор је једна од компонената рачунара која је имала запањујући развој што је оставило најзначајнији утицај на развој рачунарске опреме. Ипак, основни принципи рада процесора се нису мењали од седамдесетих година двадесетог века, када се појавио чувени Интелов процесор који је носио ознаку 8088. Процесор се, генерално гледано, може поделити на четири главна елемента: Адресна јединица- која има задатак да управља приступом меморији и другим улазно излазним (У/И) компонентама. Приликом приступа меморији, њен задатак је и да провери да ли дозвољен приступ одређеној зони меморије, што може да буде изузетно значајно у окружењима где се истовремено извршава више програма. Улазно-излазна јединица- представља место преко кога се процесор повезује са спољашњим компонентама, ради пријема и слања податка. Ова јединица такође приступа инструкцијама које се налазе у меморији. Инструкцијска јединица- прихвата инструкције које долазе из улазно-излазне јединице и декодује их, па их у одговарајућем формату шаље у извршну јединицу. Извршна јединица- обавља све послове обраде.
- Чипсет - који обухвата северни и јужни мост, посредује у комуникацији између процесора и осталих компоненти система, укључујући меморију. Главни део који веже све остале делове са процесором и шаље ЦПУ информације осталим деловима, састоји се од два дела: Северни мост и Јужни мост. Северни мост је директно конектован са процесором преко сабирнице што омогућава брзу доступност података из меморије и видео картице. Јужни мост је спорији од северног моста па све информације из процесора иду прво преко северног моста па тек онда на јужни мост који је сабирницама спојен на ПЦИ, УСБ, звучни чип, САТА и ПАТА конекторе итд.Сокет одређује коју врсту процесора можемо прикључити на матичну плочу. Задњи универзални сокет који су подржавали сви произвођачи процесора за десктоп рачунаре је био сокет 7.Данас је немогуће ставити АМД процесор у матичну плочу која подржава Интел сокет и чипсет. Најпознатији сокети су: Сокет 7 - Задњи универзални сокет за кућне рачунаре, Сокет 478 - За старије Пентиум и Целерон процесоре,Сокет ЛГА775 - За нове Интел Пентиум 4 процесоре,Сокет А - За старе АМД процесоре,Сокет 754 - За АМД процесоре,Сокет 939 - За АМД процесоре,Сокет АМ2 - За АМД процесоре. Данас се постоје нови сокети за АМД као што су: АМ3+,АМ4. Новији сокети код Интела данас су: ЛГА1150,ЛГА1151,ЛГА1155,ЛГА2011.
- Радна меморија - складишти код и податке којима активно приступа процесор. Под појмом меморија се подразумевају рачунарске компоненте које могу да привремено или трајно чувају податке и програме. У меморију персоналног рачунара се смештају програми и подаци који су потребни за рад рачунара или су предмет обраде. Основна јединица за величину меморије је бајт (бyте) и означава се великим словом Б. Један бајт садржи осам бита који се означава малим словом б. Савремени рачунари користе различите типове меморије, у зависности од функције коју треба да обављају, али је капацитет тих меморија далеко већи од основне јединице. Капацитети меморија се мере у килобајтима, мегабајтима и гигабајтима. У персоналним рачунарима се користи неколико врста меморије. Основна подела меморије је на: РОМ – меморија у коју се само једном уписује садржај, а касније може само да се чита и РАМ – меморија у коју подаци могу да се и више пута уписују и из које могу да се читају.
- Меморија само за читање - складишти БИОС који се активира када се рачунар стартује, овај процес назива се бутовање.

#### Картице за проширење
Картица за проширење је штампана плоча која може да се убаци у слот матичне плоче у циљу додавања функционалности рачунарском систему.
Видео картица представља интерфејс између централног процесора и монитора. Среће се и под именима дисплеј адаптер, графички адаптер, графичка картица и сл. Њени основни задаци су: пријем дигиталних видео и контролних сигнала од централног процесора, обрада, уобличавање сигнала, и прослеђивање сигнала излазном уређају за приказивање слике на монитору. У поређењу са осталим компонентама рачунара, видео картица има готово непрекидно ангажовање, јер треба да обезбеди ажуран приказ информација.
Видео картица може да се реализује као додатни уређај на картици за проширење или да буде интегрисана на матичној плочи. Мада није доследно, уобичајено је да се у оба случају назива видео картица или видео адаптер. Видео картица реализована на картици за проширење, по правилу има боље карактеристика од интегрисаних решења јер представља сложени уређај који садржи: графички процесор, видео РАМ меморију, контролну логику, брзе интерне спојне путеве, али и оне које је повезују са централним процесором и монитором.
Видео картице које су постојале у првим персоналним рачунарима су биле једноставни уређаји са релативно скромним могућностима. У то време су се користили искључиво монитори са катодном цеви (ЦРТ) и задатак видео картица је био да конвертују долазне дигиталне сигнале у аналогне и да их прилагоде за рад ЦРТ монитора. Централни процесор на матичној плочи је био задужен за обраду видео сигнала.

#### Уређаји за складиштење
Складиште рачунарских података, често називано складиштем или меморијом, односи се на рачунарске компоненте за снимање дигиталних података. Складиште података је језгро функција и основна компонента рачунара. Хард диск је електромеханички уређај који се састоји од више плоча пресвучених слојем са магнетским својствима, механичких делова и електронике. Електроника је задужена за управљање механиком диска и обраду података. Састоји се од процесора, интерне меморије и додатне логике која управља догађајима битним за функционисање ХДД. Процесор користи интерни софтвер који служи за управљање радом мотора, позиционирање глава хард диска, читањем и писањем података, протоком података и сл. За свој рад, процесор хард диска користи сопствене ресурсе: РАМ, БИОС и кеш меморију. Хард диск спада међу најважније од многих постојећих решења (Флопи диск, ЦД, ДВД, магнетне траке) за трајно чување веће количине података на персоналном рачунару. У односу на поменута решења најчешће је: бржи, већег капацитета и већих димензија. ХДД може да чува податке и када није прикључен на напајање, мада је оно потребно за читање и упис података.
Хард диск једна је од компонената персоналног рачунара којој се са разлогом посвећује велика пажња. Отказ било које друге компоненте може да доведе до тренутног застоја у раду и у најгорем случају проблем се може решити куповином нове компоненте. Отказ хард диска значи могућност губитака података, а то може да има несагледиве последице. Подаци су често резултат дугорочног рада и понекад једноставно не постоји начин, без обзира на уложено време и новац, да се у потпуности реконструишу. Због тога је од изузетног значаја редовно прављење резервних копија и прецизно дефинисање процедура за реконструкцију података из резервних копија. Данас се на тржишту могу наћи два основна типа хард диска: један који има покретне делове који ће у даљем тексту бити означен као ХДД и други новије генерације, без покретних делова - ССД
Фиксни медији
Подаци се чувају од стране рачунара користећи разне медије. Чврсти дискови се могу наћи у практично свим старијим рачунарима због свог великог капацитета и ниске цене. Али полу-чврсти дискови су бржи и снажнији али тренутно скупљи од чврстих дискова зато се могу понекад наћи у неким скупљим конфигурацијама.
Преносиви медији
Користе се за пренос података између рачунара, у ову групу спадају USB флеш дискови и оптички дискови. Њихова корисност завити од тога да ли су читљиви на другим уређајима. Такође у преносиве медије могу спадати и екстерни хард дискови који имају исту функцију као и хард дискови у персоналним рачунарима, имају исту функцију чувања и пренос података.

#### Улазно-излазне јединице
Ове јединице су обично смештене споља. Направљене су тако да одговарају многим стандардима и различитим рачунарима и произвођачима.
Улазни уређаји
Улазни уређаји омогућавају кориснику да унесе информацију или инструкцију у систем. Већина персоналних рачунара за ову намену има тастатуру и миша. Остали улазни уређаји могу бити камера, џојстик и слични. Миш је улазни уређај и користи се за избор објеката на екрану. Постоје две врсте мишева: оптички и механички. Механички миш има куглицу која се ротира при померању миша. Два сензора региструју ротацију куглице и кодирају то у електрични сигнал који се преноси до рачунара. Код оптичког миша постоји ласер који евидентира померање миша у односу на подлогу и то померање миша кодира у електричне сигнале који се преносе до рачунара. Миш се прикључује на ПС/2 или УСБ порт.
Скенери су улазни уређаји. Они преносе слику са папира у дигитални облик. Светлосни извор прелази преко папира и емитује светлост која се рефлектује од слике и долази до оптичког сензора који региструје интензитет и боју одговарајућег пиксела на папиру. Ову информацију претвара у дигитални облик и преноси у рачунар. Слика се у рачунару добија у облику растера, а посебним програмима може да се обрађује или претвара у знаковне или нумеричке податке и касније штампа. Квалитет скенирања се изражава у ДПИ броју скенираних тачака по квадратном инчу.
Излазни уређаји
Излазни уређаји приказују информације у читљивом облику за човека. Такви уређаји могу да буду штампачи, звучници, монитори и слично.

### Мејнфрејм рачунари
Ово су велики рачунари који обично заузимају и целу собу и коштају више хиљада пута него персонални рачунари. Они су дизајнирани да обављају велики број прорачуна у секунди. Користе се за велика предузећа, компаније, научне сврхе и слично.

### Суперрачунари
Суперрачунари су слични Мејнфрејм рачунарима, али намењени изузетно тешким рачунарским захтевима. Од новембра 2013. године званично најбржи рачунар на свету је Тианхе-2, у Кини.